# Galeodopsis tripolitanus
Espèce
Synonymes
- Galeodes tripolitanus Hirst, 1912

Galeodopsis tripolitanus est une espèce de solifuges de la famille des Galeodidae.

## Distribution
Cette espèce est endémique de Libye. Elle se rencontre vers Tripoli.

## Description
Le mâle holotype mesure 30 mm.

## Étymologie
Son nom d'espèce lui a été donné en référence au lieu de sa découverte, Tripoli.

## Publication originale
- Hirst, 1912 : Descriptions of new arachnids of the orders Solifugae and Pedipalpi. The Annals and Magazine of Natural History, sér. 8, vol. 9, p. 229-237 (texte intégral).